# Bandstjärtad gökduva
Bandstjärtad gökduva (Macropygia unchall) är en fågel i familjen duvor inom ordningen duvfåglar.

## Utseende
Bandstjärtad gökduva är en 41 cm lång slank duva med lång, avsmalnad stjärt och rätt litet huvud. Ovansidan inklusive stjärten är rostbrun med mörkbrun tvärbandning. Honan är bandad även på det ljusare huvudet och undersidan. Hanen har en utbredd grön- och lilaglänsande fläck i nacken.

## Utbredning och systematik
Den bandstjärtade gökduvan delas in i tre underarter:
- Macropygia unchall tusalia: förekommer i Himalaya, från Kashmir till Assam, sydvästra Kina och Myanmar.
- Macropygia unchall minor: förekommer i bergen från sydöstra Kina till Vietnam, Laos, norra Thailand och Hainan.
- Macropygia unchall unchall: förekommer i bergen på Malackahalvön, Sumatra, Java, Lombok och Flores.

## Status och hot
Arten har ett stort utbredningsområde, men tros minska i antal, dock inte tillräckligt kraftigt för att den ska betraktas som hotad. Internationella naturvårdsunionen IUCN listar arten som livskraftig (LC).